# 強烈熱帶風暴麥克 (1979年)
強烈熱帶風暴麥克（英語：Severe Tropical Storm Mac，菲律賓大氣地球物理和天文服務管理局：Pepang）是1979年太平洋颱風季中其中一個熱帶氣旋，風暴於9月12日形成，在9月24日消散，維持了約12日。麥克在菲律賓以東海面生成，在登陸菲律賓之前一直西行，而且更一度被美國聯合颱風警報中心及臺灣交通部中央氣象局分別評為颱風及中度颱風。進入南海後，受到海南島附近的熱帶風暴蘭茜影響，麥克轉向西北偏北靠近華南地區，而且跟蘭茜發生藤原效應，持續約五日，最終它登陸中國廣東省珠海市附近並消散。
上述兩個風暴同時集結在廣東省南面海上以及香港八百公里警戒範圍內，是自二戰後至今首次出現之現象（下一次出現則在2021年7月6日因兩個無名南海熱帶低氣壓而發出的一號戒備信號），而且導致皇家香港天文台繼颱風荷貝後懸掛該年第二個八號烈風或暴風信號。不過麥克在南海時強度被削，對香港造成的破壞並不大，但為華南帶來大量雨水，西枝江更出現自清代乾隆以來最大洪水，並有206人死亡，1,360人受傷；在菲律賓導致八人死亡，兩人失蹤，300戶無家可歸；而香港有一人死亡，67人受傷。

## 氣象歷史
9月12日，雅蒲島東北海面出現一股較弱的表面環流，此環流向西移動，到9月16日在馬尼拉以東約930公里處成為熱帶低氣壓。同日，美國聯合颱風警報中心及皇家香港天文台將其升格為熱帶風暴，美方命名為麥克，臺灣交通部中央氣象局同樣升為輕度颱風。同時，菲律賓大氣地球物理和天文服務管理局基於它進入菲律賓責任區，亦開始對其進行監測並給予其菲律賓名稱「Pepang」。
麥克在登陸菲律賓呂宋島之前一直西行並已達到巔峰強度，美方曾將它評為颱風，中央氣象局則升為中度颱風，然而它9月18日登陸呂宋後受到陸地影響迅速減弱，並減弱至熱帶風暴強度。它翌日離開呂宋進入南海，初時中央氣象局及香港天文台皆認為其已減弱成熱帶低氣壓，當時其相關的雲帶相當鬆散，風暴中心難以定位，但它旋即重新增強為熱帶風暴或輕度颱風。它不久開始受到海南島附近的熱帶風暴蘭茜影響，麥克轉向西北偏北靠近華南地區，而且跟蘭茜發生藤原效應，持續約五日。不過，由於蘭茜上空強勁外流之緣故，麥克沒有重返以前的巔峰強度，只有香港天文台將它升為強烈熱帶風暴，並以此強度於23日晚間11時登陸中國廣東省珠海市，翌（24）日在上川島附近消散。

## 影響

### 菲律賓
皇家香港天文台指出，麥克在9月16日集結在馬尼拉以東海面並預料直趨呂宋，到翌日維持西行預測不變，在經過呂宋後預料它會進入南海。在吹襲呂宋期間，它為比科爾區帶來60公里每小時的強風和洪水，當地有兩人死及兩人失蹤，300戶無家可歸，逾1,800人逃到學校和教堂等安全地方，鐵路及公路交通中斷；馬尼拉以南島嶼一帶有幾十間房屋和一些電線被吹倒，農作物也被毀；美國海軍兩架正進行越南船民搜索任務的P-3獵戶座海上巡邏機因惡劣天氣飛返蘇比克灣海軍基地；至於馬尼拉市區大雨綿綿，電話線及廣告板都被吹走，政府下令停工停課；菲律賓航空十多班國內航機被取消，國際航班未受影響。總括全國災情，颱風造成八人死亡、兩人失蹤，3,722戶共20,667人受災，經濟損失7,200萬比索。

### 香港
- 當地評定巔峰強度分級：（HKO）
- 當地評定最大持續風速：110每小時（31每秒；59節）（十分鐘）
- 當地懸掛之最高熱帶氣旋警告信號： 八號東北烈風或暴風信號 /  八號東南烈風或暴風信號
- 最接近當地時間：1979年9月24日下午1時
- 最接近當地位置：天文台總部之西南約40公里（正面吹襲）

皇家香港天文台早前已為熱帶風暴蘭茜懸掛一號戒備信號，隨著麥克靠近並取代前者主導境內風力，天文台在9月22日中午12時45分改為麥克懸掛三號強風信號。麥克在晚間向西北移向珠江口及增強，同時境內吹東北季候風，在兩者共同影響下風力逐漸增強。麥克於9月23日開始正面吹襲香港，維多利亞港周圍開始受烈風影響，天文台在早上10時10分改掛八號東北烈風或暴風信號，再因應風向轉變而在下午3時15分改掛八號東南烈風或暴風信號。翌日麥克在澳門附近登陸，天文台在午夜0時45分改掛三號信號，並於早上7時15分除下所有信號，上述時間皆為夏令時間。
相比起上一個襲港並一度掛起十號颶風信號之颱風荷貝，麥克對香港的影響並不算大，期間僅一人在船上被巨浪打暈，繼而頭撞硬物重傷而死，另有67人受傷，主要是受碎片或物件擊中，其中13人留醫，逾300人入住政府防風庇護站。因颱風逼近，海陸空交通除九廣鐵路外在9月23日中午起全部暫停，到晚上逐步恢復有限度服務，機場方面有25航班遭取消或延誤。境內低窪地區水浸，多處發生山泥傾瀉，其中觀塘（翠屏道）邨及跑馬地鳳輝台附近分別有大型山泥傾瀉，共計百餘人需要疏散。還有兩艘貨船分別斷纜並隨海飄流，但隨後都安全錨定，沒有損傷。澳門同樣在風暴期間懸掛八號風球，時任澳門總督伊芝迪原定9月23日訪問香港，惟因風暴緣故取消及改期。

### 中國大陸
- 當地評定巔峰強度分級：（CMA）
- 當地評定最大持續風速：30每秒（58節；110每小時）（二分鐘）
- 當地評定中心最低氣壓：983百帕斯卡（29.03英寸汞柱）

廣東省人民政府透露，該年第十三號颱風（指麥克）已於9月23日晚上11時於珠海市沿海登陸，中心風力達九級，受颱風及東北季候風的共同作用下，廣東東部及南部地區普遍降下特大暴雨，惠東縣降下789毫米雨水，惠陽地區、海豐縣、陸豐縣普遍降雨逾430毫米；結果汕頭市、惠陽地區、佛山市發生空前嚴重水災；惠州市區因水位暴漲，1.2萬人受災，其中平潭機場水深1米，而惠東縣平山鎮創下歷年來最高水位。西枝江出現自1773年（清乾隆38年）以來最大洪患，其流域平均降水達582.4毫米，總降水有24億立方米，沿岸的東坑、平山、平潭三站洪峰水位分別超出原有最高紀錄0.63、0.99及1.58米，是上述惠陽地區嚴重水災的主因之一。在風暴過後，全省有20萬人被洪水包圍，206人死亡，1,360人受傷，14.1萬間房屋倒塌，沖垮山塘水庫380座，堤防決口3,300多處，受淹農田面積21.2萬公頃，沉船21條，耕畜死亡200頭，沖走木材逾一萬立方米，惠陽地區經濟損失約兩億人民幣。
据《惠州市志》记载，惠阳地区於25日组织1500人的抢险队伍日夜保卫平潭机场。26日至27日，省委、省政府派出直升机20多架次，空投炒米、饼干等食品以及救生器材，救济被洪水围困的灾民。解放軍海军南海舰队亦出动舢板100多艘到惠东县救灾，解放军53211、54009、50701部队及惠阳军分区独立营、惠阳地区人民警察支队等3000多人奔赴惠东县抗洪救灾。此外，平潭公社、马安公社、水口公社等12个人民公社组织5.21万人的抢险队伍，不分昼夜上堤防守抢险。惠阳地委、行署采取措施，开展群众性生产救灾运动。

## 註腳
1. ↑  本文所有金額按當年幣值計算。
2. ↑  包括日本氣象廳在內的全世界大部分區域專責氣象中心採用十分鐘持續風速衡量熱帶氣旋強度，但美國的聯合颱風警報中心採用一分鐘持續風速，兩個數值的換算比約為1比1.14。[4]

## 外部連結
- 1979年熱帶氣旋年刊 （页面存档备份，存于），皇家香港天文台
- 1979年熱帶氣旋最佳路徑 （页面存档备份，存于），中國氣象局